# Runaway Bay
Runaway Bay es un pueblo de la Parroquia de Saint Ann en el noreste de Jamaica y considerado como una de las bellezas naturales del país.

## Historia
Runaway Bay fue el sitio del primer asentamiento de españoles en Jamaica y el punto de inicio de las últimas tropas españolas en 1670 cuando perdieron ante los ingleses. El nombre de la ciudad es por los esclavos que huyeron hacia Cuba para ser libres utilizando esa ruta, aunque otras fuentes afirma que el nombre fue por el gobernador español Ysasi que voló hacia Cuba cuando fueron invadidos por los ingleses.
Runaway Bay fue habitada por los Arawak hasta que fueron desplazados por los españoles, y en los años 1960 se comenzó a desarrollar la actividad más importante de la ciudad, el turismo desde el Cardiff Hall, la sede de gobierno.
En la navidad de 1957 un tanque explotó en la ciudad con combustible de avión. El tanque estaba en el Sangster International Airport en St. James Parish, provocado por un cigarro y que mató a 23 personas, dejando 70 heridos en condición crítica en el hospital.